# 猜想生物
猜想生物學（英文：Speculative Biology）或猜想演化（Speculative Evolution）是完全假想的科学领域，对生命形式在各种情况下的进化做出预测和假设。猜想生物学采用科学的原則和规律，并将其应用于一个“假如”的问题。

### 历史
猜想生物學（Speculative Biology）一词来自于蘇格蘭地质学家和古生物學家道加尔·狄克逊，他是一系列猜想生物书籍的作者。其他用于这一领域的词汇包括猜想演化（speculative evolution），猜想动物学（speculative zoology），替代进化（alternative evolution），替代生物（alternative biology）和假想的进化（hypothetical evolution）。
未来生物（Future Biology）继续进化，生物在未来继续沿着进化的道路前进。
非传统进化（Alternative Evolution），那些生物并没有灭绝继续沿着进化的方向前进。
更多的可生存环境，在其他的行星或卫星上因为环境的不同孕育了不同形态的生命。

## 其他例子

### 书籍
- After Man: A Zoology of the Future（人类灭绝之后的动物）  (Dougal Dixon，1981)
- The New Dinosaurs: An Alternative Evolution（未来恐龙狂想曲） (Dougal Dixon，1988)
- Man After Man: An Anthropology of the Future（后人类未來人類學） (Dougal Dixon，1990)
- If Dinosaurs Were Alive Today（若恐龙在今世） (Dougal Dixon，2008)
- Future Evolution（未来进化） (Peter Ward，Alexis Rockman，2001)
- Life After Humans: The Future Inhabitants Of Our Wild World（后人类的生命：未来的居民我们的野生动物世界）(Abanoub Marcus，2013)
- All Tomorrows（所有的明天）(Nemo Ramjet)
- The Snouters: Form and Life of the Rhinogrades（鼻行动物构造与生活）(Harald Stümpke [=Gerolf Steiner], 1967)
- 平行植物（レオ・レオーニ、宮本淳訳、工作舎、1980)
- Demain, les animaux du futur（未來狂想：人類消失後的世界）  (Marc Boulay，Sébastien Steyer，2015)
- Cryptozoologicon: Volume I (John Conway，C. M. Kosemen，Darren Naish，2013)
- 深螱（蟻客狂潮、關貫之，2022）[2]

### 纪录片
- 《未來狂想曲》 (Dougal Dixon，John Adams，Discovery，2003)[3]
- Aurelia and Blue Moon（奥丽莉亚星和蓝月亮） (National Geographic，2005)[4]
- The Last Dragon Dragons: A Fantasy Made Real（真實猛龍：科學的假設） (Discovery，2004)[5]
- Mermaids: The Body Found（真實美人魚：科學的假設） (Discovery，2012)[6]
- 《外星人的日常》 (Netflix，2020)

### 网站
- The Speculative Dinosaur Project 猜想恐龙项目
- The Neocene Project （页面存档备份，存于） 一位俄国生物学家所构想的2500万年后的未来生物
- Speculative Evolution （页面存档备份，存于） 进化猜想
- Speculative Biology （页面存档备份，存于） 一个维基项目
- Institute of Furahan Biology （页面存档备份，存于） 一个假想的恒星系统